# Arhopalus coreanus
Arhopalus coreanus är en skalbaggsart som först beskrevs av Sharp 1905.  Arhopalus coreanus ingår i släktet Arhopalus och familjen långhorningar. Inga underarter finns listade.